# Абу Хафс аль-Урдані
Абу Хафс аль-Урдані (аль-Урдуні) (справжнє ім'я — Фарід (Фаріс) Юсеф (Юсейф) Умейра (Умейрат, Амірат) (араб. أبو حفص الأردني; 1973 — 26 листопада 2006), також відомий як Хавс, Тайсір Абдулла, Абу Хадішах — йорданський польовий командир, найманець, який брав участь у боях на боці ЧРІ під час Першої та Другої російсько-чеченських воєн, з 2005 року до своєї загибелі обіймав посаду заступника військового аміра — Маджлісуль шура.

## Біографія

### Раннє життя
Більшість із того, що небагато відомо про аль-Урдані, стало відомо через російські ЗМІ.
Народився у 1973 році в місті Зарка, Йорданія. Навчався у школі, а потім у місцевому університеті.
Брав участь у радянсько-афганській війні, боснійській війні та у 1993 році у громадянській війні в Таджикистані разом з Хаттабом і аль-Валідом.
У 1995 чи 1996 році приїхав до Чечні для участі у Першій російсько-чеченській війні на боці ЧРІ. Вступив у загін Хаттаба, де обіймав посаду наставника (вихователя) загону.
Навесні 1996 року брав участь у нападі бійців під керівництвом Хаттаба на військову колону 245-го мотострілецького полку на околицях населеного пункту Яришмарди (див. Бій біля Яришмарди).
Після закінчення війни працював інструктором у створеному Хаттабом біля села Сержень-Юрт (Шалінський район) диверсійно-терористичному таборі «Кавказ».
У 1996 році, ймовірно, перебрався до Панкіської ущелини в Грузії, де проживав у селі Цунібан під ім'ям Амжет. Організував там кілька таборів з підготовки бойовиків, побудував мечеть та займався питаннями фінансування загонів чеченського руху опору.
Після смерті Хаттаба 20 березня 2002 року, на прохання Абу аль-Валіда, який став новим командиром моджахедів у Чечні, повернувся до Чечні й став помічником і заступником аль-Валіда (за іншою інформацією з посиланням на російські спецслужби — перебрався через Панкіську ущелину ще у 1999 році у складі групи з 70 арабів).
Після смерті аль-Валіда в 2004 році аль-Урдані змінив його на посаді аміра батальйону та випустив відеозаяву про смерть аль-Валіда, приблизно так само, як аль-Валід зробив зі своїм попередником Хаттабом. Бувши командиром арабських моджахедів у Чечні, аль-Урдані стикався з дедалі суворішими умовами для себе та свого підрозділу. Крім втрати найвидатніших командирів і невпинного полювання з боку російських збройних сил, фінансування батальйону також стало серйозною проблемою через антитерористичні заходи, які обмежують фінансові операції. Абу Хафс організував і розпочав рейд на Автури у 2004 році та засідку на Автури у 2006 році. Відео із засідками було знято і шириться інтернетом.
Абу Хафса як військового стратега цінував Аслан Масхадов. Аль-Урдані було доручено керівництво всіма військовими операціями на території Чечні та у суміжних регіонах, насамперед у Дагестані.
У 2005 році через нього було передано понад 400 тис. доларів Масхадову та Садулаєву.

### Передбачуваний зв'язок з Аль-Каїдою

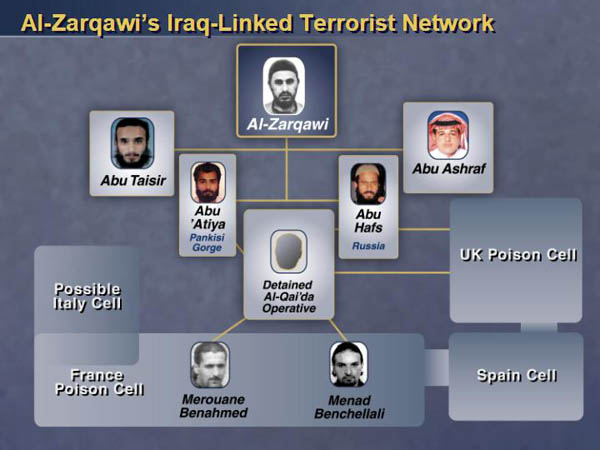
Слайд презентації ООН Коліна Пауелла 2003 року, на якому зображено Абу Хафса та інших як частину глобальної терористичної мережі аз-Заркаві. (Згодом було показано, що твердження є неправильним).

Ім'я Абу Хафса аль-Урдані часто згадується у зв'язку з Аль-Каїдою. Джерела російської розвідки та ЗМІ неодноразово звинувачували його в тому, що він є емісаром Аль-Каїди на Кавказі. [джерело?] Його ім'я також зустрічається в презентації Коліна Пауелла, тодішнього держсекретаря США в Раді Безпеки в лютому 2003 року безпосередньо перед війною в Іраку, де аль-Урдані було заявлено як частину передбачуваної міжнародної мережі, очолюваної Абу Мусабом аль-Заркаві.
В інтерв'ю «Кавказ-центру» аль-Урдані одного разу висловив свою симпатію до «Аль-Каїди» та Осами бен Ладена, хоча він не зізнався, що є частиною організації. З іншого боку засудив кризу із заручниками в Беслані та заперечив особисту причетність. Чи був він агентом Аль-Каїди, чи існують, чи існували будь-які офіційні зв'язки між арабськими моджахедами в Чечні та Аль-Каїдою, залишається неясним.

### Смерть
26 листопада 2006 року Абу Хафс аль-Урдуні загинув у перестрілці з російським спецназом в Хасав'юрті, Дагестан. Російські джерела стверджують, що перестрілка тривала чотири години, і що ще четверо повстанців були вбиті під час зіткнення.[джерело?]
Кавказ-центр пізніше підтвердив смерть аль-Урдуні, але стверджує, що в боях загинули лише двоє інших повстанців. 9 грудня 2006 року Qoqaz News, інтернет-агенція новин чеченських моджахедів, повідомила, що Муханнад змінив аль-Урдуні на посаді командувача арабськими моджахедами в Чечні.